# Now That's What I Call Music! 35 (série dos Estados Unidos)
Now That's What I Call Music! 35, também conhecido apenas como Now! 35, é a 35º edição da série de álbuns Now That's What I Call Music!, lançada em 31 de agosto de 2010. A coletânea estreou na segunda posição da Billboard 200, com a venda de 105 mil cópias na primeira semana. Em sua segunda semana de vendas, caiu para a segunda posição, com 63 mil cópias.

## Faixas
| N.º | Título                               | Artista                                          | Duração |  |
| 1.  | "California Gurls"                   | Katy Perry feat. Snoop Dogg                      | 3:52    |  |
| 2.  | "Somebody to Love (remix)"           | Justin Bieber feat. Usher                        | 3:37    |  |
| 3.  | "Gettin' Over You"                   | David Guetta e Chris Willis feat. Fergie e LMFAO | 3:04    |  |
| 4.  | "Rock That Body"                     | Black Eyed Peas                                  | 3:58    |  |
| 5.  | "Bulletproof"                        | La Roux                                          | 3:25    |  |
| 6.  | "Alejandro"                          | Lady Gaga                                        | 4:31    |  |
| 7.  | "Cooler Than Me"                     | Mike Posner                                      | 3:32    |  |
| 8.  | "Billionaire"                        | Travie McCoy feat. Bruno Mars                    | 3:29    |  |
| 9.  | "Ridin' Solo"                        | Jason Derülo                                     | 3:23    |  |
| 10. | "Impossible"                         | Shontelle                                        | 3:44    |  |
| 11. | "Pray for You"                       | Jaron and the Long Road to Love                  | 3:05    |  |
| 12. | "This Afternoon"                     | Nickelback                                       | 4:12    |  |
| 13. | "Kissin' U"                          | Miranda Cosgrove                                 | 3:16    |  |
| 14. | "My First Kiss"                      | 3OH!3 feat. Kesha                                | 3:12    |  |
| 15. | "Undo It"                            | Carrie Underwood                                 | 2:56    |  |
| 16. | "Lover, Lover"                       | Jerrod Niemann                                   | 3:23    |  |
| 17. | "Stronger"                           | Jennette McCurdy                                 | 3:24    |  |
| 18. | "Speakers"                           | Days Difference                                  | 4:16    |  |
| 19. | "Obsession"                          | Sky Ferreira                                     | 3:41    |  |
| 20. | "Shut the Front Door (Got My Girls)" | Tiffany Dunn                                     | 3:47    |  |